# Amboleberis cubensis
Amboleberis cubensis is een mosselkreeftjessoort uit de familie van de Cylindroleberididae. De wetenschappelijke naam van de soort is voor het eerst geldig gepubliceerd in 1997 door Lalana & Kornicker.